# Eleição presidencial na Chéquia em 2018
A eleição presidencial checa de 2018 ocorreu em dois turnos, dado que nenhum dos candidatos presidenciais obteve a maioria absoluta dos votos no 1.º turno, realizado entre 12 e 13 de janeiro. O 2.º turno, por sua vez, foi realizado nos dias 26 e 27 de janeiro e disputado entre Miloš Zeman, presidente em exercício e candidato à reeleição pelo Partido dos Direitos Civis (SPO), e Jiří Drahoš, candidato independente que concorreu com o apoio formal da União Cristã e Democrata - Partido Popular Checoslovaco (KDU-ČSL).
Em uma eleição bastante renhida devido ao apoio dos demais candidatos à Drahoš, Zeman reelegeu-se por maioria apertada para um 2.º mandato presidencial consecutivo após obter 51.37% dos votos válidos contra 48.63% recebidos pelo candidato adversário. O comparecimento do eleitorado checo às urnas no 2.º turno do pleito foi de 66.57%, o maior já observado desde as eleições legislativas de 1998.